# 辛秋花
辛秋花（1937年—2022年12月13日），女，河北安新人，中国老调剧表演艺术家，一级演员，国家级非物质文化遗产项目老调（保定老调）代表性传承人。